# Kotlina Kolska
Kotlina Kolska (318.14) jest to obszar położony nad rzeką Wartą i w najbliższej jej okolicy, we wschodniej Wielkopolsce. Kotlina leży w północno-wschodniej części Niziny Południowowielkopolskiej. Głównym miastem jest Koło. Na terenie Kotliny Kolskiej znajduje się m.in. dolina Grójecka z licznymi mokradłami i bagnami.

## Granice
Od zachodu sąsiaduje z Doliną Konińską, od południowego zachodu z Wysoczyzną Turecką, od południa z Kotliną Sieradzką i Wysoczyzną Łaską, od wschodu z Wysoczyzną Kłodawską i od północy z Pojezierzem Kujawskim. Dnem kotliny płynie Warta, która w pobliżu Koła płynie kilkoma korytami i zmienia swój kierunek biegu z południkowego w równoleżnikowy.

## Krajobraz
Rzeźba rozległej kotliny zmieniała się w ciągu wieków w zależności od zmian biegu nieuregulowanej Warty, licznych szczególnie w XIX i XX wieku. Do najważniejszych należy zaliczyć zmianę koryta tej rzeki we wschodniej części wyspy miejskiej. Jeszcze w pierwszej połowie XIX wieku główny nurt Warty skręcał koło dzisiejszego mostu i biegł równolegle do ul.Kajki. Rozgałęzienie rzeki następowało wówczas powyżej mostu leżącego przy klasztorze oo. bernardynów. Dzięki temu wyspa miejska była znacznie mniejsza. Dopiero w ciągu XIX wieku wskutek przesunięcia rzeki nastąpiło znaczne powiększenie wyspy miejskiej. Na materiałach kartograficznych z końca XVIII i początku XIX wieku wyraźnie występuje chaotyczny bieg Warty w obrębie całej kotliny.
Bagienno-wodny krajobraz pradoliny nie stwarzał w przeszłości dogodnych warunków dla rozwoju osadnictwa o charakterze rolniczym. Stąd pierwotne osadnictwo znajdowało tereny leżące na terenach pradoliny. Wschodnie brzegi Kotliny Kolskiej wznoszą się kilkoma terasami 10–30 metrów ponad dno pradoliny, osiągając wysokość 120–130 m n.p.m. Najurodzajniejsze gleby skupiają się właśnie na obszarach na wschodzie i północnym wschodzie od miasta Koła.
Na południowym zachodzie granicę kotliny tworzy linia brzegowa Wysoczyzny Tureckiej, która wzgórzami morenowymi dochodzi w pobliże pradoliny. Wyraźnie zarysowany brzeg pradoliny ciągnie się na zachód wysuniętej rzeczki Kiełbaski, najprawdopodobniej najbardziej na zachód wysuniętej dawnej odnogi rzeki Warty. Na północ od Koła rozciągają się pasma wzgórz morenowych Pojezierza Kujawskiego.

## Główne miejscowości
Główne miasto Kotliny Kolskiej to Koło. Kotlina obejmuje swoim obszarem także inne miejscowości: Brudzew, Dąbie, Grabów, Świnice Warckie, Uniejów.